# Rachel Ripani
Rachel Ripani Rach (São Paulo, 7 de setembro de 1975) é uma atriz, diretora e ativista feminista brasileira. É mãe de Theo Ripani Girondi e Helena Ripani Girondi. Ficou conhecida por interpretar Tatiana na novela Caras & Bocas, despontando em uma trama de destaque, onde sua personagem descobre um câncer, e precisa raspar os cabelos.
Criadora de conteúdo, diretora, performer, autora, tradutora e produtora. Rachel Ripani é uma artista multiplataforma, com uma trajetória de 35 anos dentro da economia criativa, focada em produção cultural.                                 
Formada pelo CPT de Antunes Filho e discípula de Peter Brook, com quem estudou através da bolsa APARTES, da CAPES, na Inglaterra. Teve a imensa alegria de ter dividido a cena com Paulo Autran, Fernanda Montenegro, Paulo Goulart, Fernando Torres e Laura Cardoso, entre outros colegas. A partir de sua extensa experiência como atriz começou a expandir seu campo de atuação nas artes para além do teatro.
Na televisão participou de novelas em papéis protagonistas na Rede Globo, SBT, Record e Bandeirantes, e em séries e participações especiais para canais como Globosat e HBO, além de ter participado de 7 longa metragens.
Para além dos refletores, é locutora poliglota (inglês/francês/alemão/espanhol/português), traduz dramaturgia, escreve conteúdo on demand, produz teatro e foi diretora residente do departamento de teatro da T4F em produtos como O Fantasma da Ópera, Les Misérables e Wicked, além de Diretora Associada do primeiro musical original da T4F, Dois Filhos de Francisco, e assistente de direção de Ulysses Cruz no espetáculo teatral Tribos.
Rachel Ripani também atua como ativista feminista em palestras, podcasts e em produção de conteúdo para redes sociais. 

## Carreira

### Cinema
| Ano  | Título                    | Personagem    | Notas                         |
| ---- | ------------------------- | ------------- | ----------------------------- |
| 2023 | Stand Up - O Filme        |               | Direção: Miguel Rodrigues     |
| 2018 | Divórcio                  | Nívea         | Direção: Pedro Amorim         |
| 2017 | Não Se Aceitam Devoluções |               | Direção: André Moraes         |
| 2011 | A Performance             |               | Direção: Mauro Baptista Vedia |
| 2010 | Família Vende Tudo        | Laurita       |                               |
| 2008 | Plástico Bolha            | Garota na rua | Curta-metragem                |
| 2008 | Rachel quer Saber         | —             | Curta-metragem                |
| 2009 | Carro de Paulista         | Cantora       | [ 2 ]                         |

### Teatro
| Ano  | Espetáculo                  | Personagem |
| ---- | --------------------------- | ---------- |
| 2024 | Bossa Nova Cabaret Bar      | Gringa     |
| 2023 | Acordei Cantando            | ELA        |
| 2018 | Nem Princesas, Nem Escravas | Patrícia   |
| 2015 | Visitando o Sr. Green       | —          |
| 2011 | Cabaret Luxúria             | Justine    |
| 2010 | Mamma Mia!                  | Tanya      |
| 2008 | Closer                      | Alice      |
| 2007 | O Pior de São Paulo         | Rodomoça   |
| 2006 | O Inimigo do Povo           | Petra      |
| 2005 | Alô Alô Teresinha           | Teresinha  |
| 2001 | A Gota D'água               | Alma       |
| 2000 | Pobre Superhomem            | Violet     |
| 1996 | Rei Lear                    | Cordélia   |
| 1995 | Endecha das Três Irmãs      | —          |
| 1992 | O Céu tem que Esperar       | Márcia     |

### Televisão
| Ano  | Título                   | Personagem                              | Notas                                         |
| ---- | ------------------------ | --------------------------------------- | --------------------------------------------- |
| 2019 | Jezabel                  | Zara                                    | Direção: Alexandre Avancini                   |
| 2017 | O Homem da Sua Vida      | Joana                                   | Direção: Michel Tikhomiroff                   |
| 2016 | O Negócio                | Carla                                   | Direção: Daniel Resende                       |
| 2015 | Passionais               | Patricia                                | Direção: Henrique Goldman                     |
| 2014 | O Negócio                | Carla                                   | 3 episódios                                   |
| 2014 | Passionais               | Cláudia                                 | Episódio: "Fale Agora ou Cale-se para Sempre" |
| 2014 | Passionais               | Samara                                  | Episódio: "Anatomia da Paixão"                |
| 2014 | Passionais               | Mara                                    | Episódio: "O Último a Saber"                  |
| 2014 | Passionais               | Joana                                   |                                               |
| 2014 | Passionais               | Diana                                   | Episódio: "Fazendo as Malas"                  |
| 2009 | Caras & Bocas            | Tatiana                                 | Direção: Jorge Fernando                       |
| 2007 | Dance Dance Dance        | Vicky Mendes                            |                                               |
| 2006 | A Turma do Didi          | Alice                                   |                                               |
| 2005 | Um Apartamento           | Carla                                   | Direção: Zé Renato                            |
| 2005 | Álbum de Casamento       | Glória                                  | Direção: Luís Villaça                         |
| 2004 | Meu Cunhado              | Eva                                     | Episódio: "Túmulo da Consciência"             |
| 2004 | Malhação                 | Dominic Saad                            |                                               |
| 2003 | Senta que Lá Vem Comédia | Elsa                                    |                                               |
| 2002 | Pequena Travessa         | Débora Maria Vieira de Sousa Cavalcanti |                                               |
| 2001 | Sandy & Junior           | Agatha Mel                              | Episódio: "Aracupas e Armadilhas"             |
| 1997 | Zazá                     | Sílvia (Sissi) Dumont Pietro            |                                               |